# Giorgina Germanou
Giorgina Germanou (geboren im 20. Jahrhundert) ist eine griechische Bühnen- und Kostümbildnerin.

## Leben
Giorgina Germanou studierte Kunstgeschichte in Athen. Sie setzte ihr Studium am Central Saint Martins College of Art and Design in London in den Bereichen Bühnenbild und  Performance fort und beendete ihr Studium mit einem Master-Abschluss in Theaterwissenschaft an der Universität Utrecht.
Nach dem Studium war sie als Bühnen- und Kostümbildnerin an verschiedenen Projekten in den Bereichen Theater, Oper, Film und Musikvideo beteiligt. Sie arbeitete außer mit experimentellen Gruppen auch mit Institutionen wie dem 
Onassis-Kulturzentrum, dem Athen-Epidaurus-Festival und dem Griechischen Nationaltheater zusammen.
2019 war sie in der Inszenierung der Oper Polifemo von Nicola Antonio Porpora durch Max Emanuel Cenčić, einem Spezialisten für die Barockoper, zum ersten Mal für die Ausstattung einer Cenčić-Inszenierung verantwortlich Es folgten mit Cenčić  Carlo il Calvo (2020), Ifegnia in Aulide (2024), und Poro, re dell'Indie (2025).

## Arbeiten als Bühnen- und Kostümbildnerin
- 1989: Die lustigen Weiber von Windsor, von Otto Nicolai, Regie: Renate Ackermann; Oper Basel[3]
- 2016: West Side Story von Leonard Bernstein,  musikalische Leitung: George Petrou; Epidaurus-Festival[4]

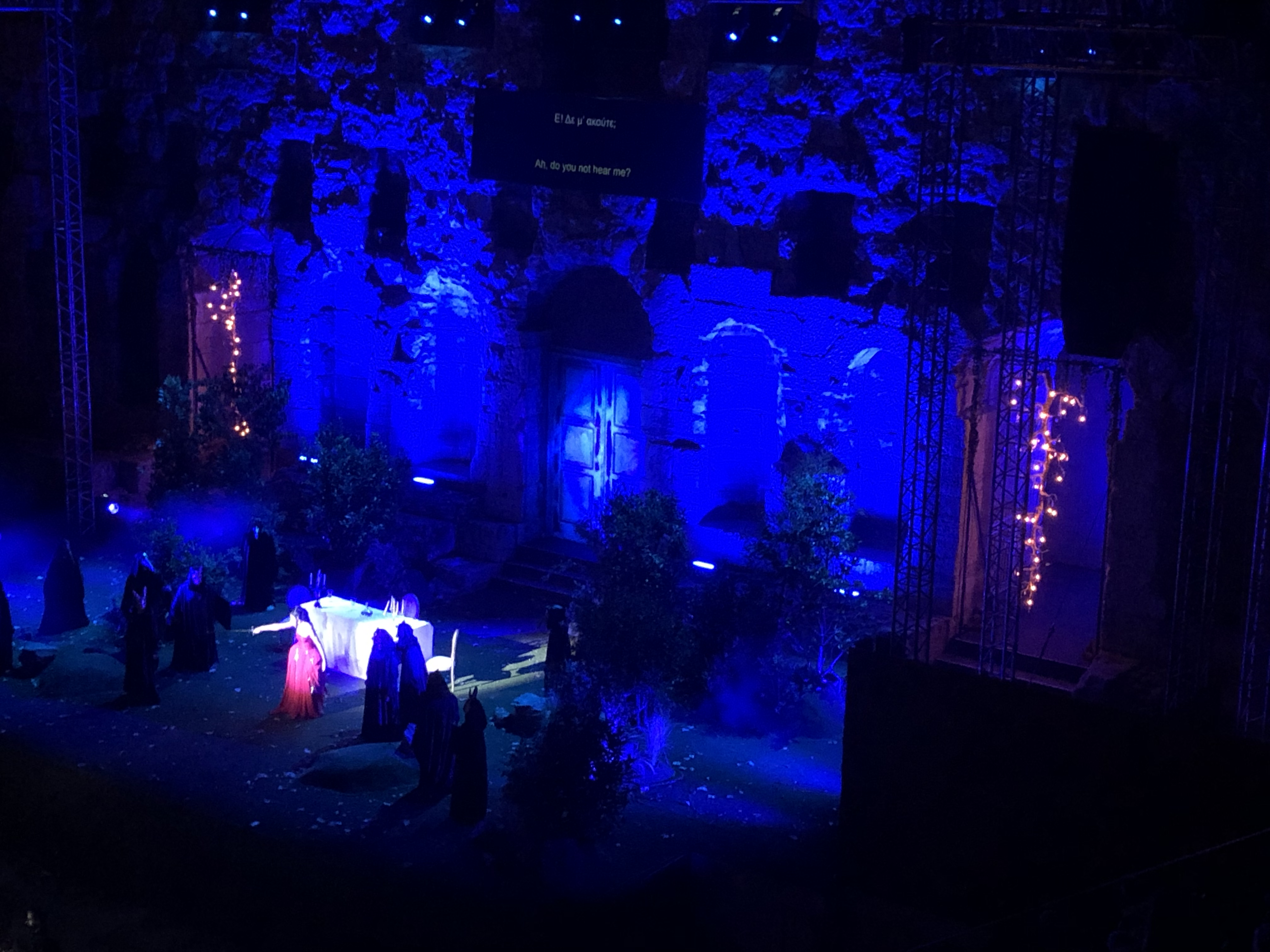
Aufführung der Oper Alcina im antiken Odeon des Herodes Atticus in Athen, 6. Juli 2019

- 2019: Alcina von Georg Friedrich Händel; Regie und musikalische Leitung: George Petrou; Odeon des Herodes Atticus, Athen[5]
- 2019: Polifemo von Nicola Antonio Porpora, Regie: Max Emanuel  Cenčić, Kostüme: Giorgina Germanou; Salzburger Festspiele.[2]
- 2020: Il ritorno d’Ulisse in patria von Claudio Monteverdi, Regie: Marianna Calbari,  musikalische Leitung: George Petrou; Epidauros-Festival, Athen;[6]
- 2020: Carlo il Calvo von Nicola Antonio Porpora, Regie: Max Emanuel Cenčić; Markgräfliches Opernhaus Bayreuth[7]

- 2022: Idomeneo von Wolfgang Amadeus Mozart, Regie und musikalische Leitung: George Petrou: Theater Maria Callas, Athen[8]

- 2024: Ifigenia in Aulide von Nicola Antonio Porpora, Regie: Max Emanuel Cenčićl; Markgräfliches Opernhaus, Bayreuth[9]

- 2024: Sarrasine. Opern-Pasticcio in zwei Akten von George Petrou und Laurence Dale, Musik von Georg Friedrich Händel;  Uraufführung am 11. Mai 2024, Deutsches Theater Göttingen.[10]